# Silvana Santos
Silvana Santos (São Paulo, 14 de dezembro de 1969) é uma pesquisadora brasileira eleita uma das 100 mulheres mais influentes do mundo pela BBC de Londres em 2024. Nascida em São Paulo, é graduada em Ciências Biológicas (1993) com mestrado e doutorado em Genética (1999, 2003) pelo  Instituto de Biociências da Universidade de São Paulo. Teve seu treinamento de pós-doutorado na Universidade de Cambridge sob supervisão do Professor Martin Richards (2004), onde finalizou o livro "Para Geneticistas e Educadores" abordando o tema do conhecimento cotidiano sobre herança biológica. Desde 2008, é docente da Universidade Estadual da Paraíba no campus de João Pessoa.

## Doenças genéticas raras
Ao longo dos anos tem envidado esforços para investigar doenças genéticas raras e práticas de casamentos consanguíneos na região Nordeste do Brasil. Ela descobriu a síndrome SPOAN a partir de sua vizinha que tinha parentes em Serrinha dos Pintos, município do alto sertão do Rio Grande do Norte. No começo dos anos 2000, fez uma viagem de carro com suas duas filhas para Serrinha, que resultou cinco anos depois na descrição clínica e identificação do locus 11q13 associado à paraplegia espática com atrofia do nervo ótico e neuropatia (do inglês, spastic paraplegia, optic atrophy, and neuropathy), no refinamento dos genes candidatos quatro anos depois, e na descoberta da causa da doença após quinze anos de investigação molecular: uma deleção de 216 pares de base na região regulatória do gene KLC2. Desde então estudos tem sido realizados por seu grupo de pesquisa com objetivo de dar bem-estar aos pacientes e familiares, e caracterizar melhor os aspectos fisiológicos e impactos sociais desta síndrome.
Durante o período que passou investigando a SPOAN no interior do Rio Grande do Norte e da Paraíba, Silvana encontrou uma família com anormalidades congênitas de membros que residiam na comunidade de Riacho de Santana no interior do Rio Grande do Norte. A nova síndrome descrita em colaboração com o Professor John Opitz levou seu sobrenome: Síndrome Santos (OMIM: 613005) causada por mutação no gene WNT7A.
Em 2014, seu grupo de pesquisa na Universidade Estadual da Paraíba retornou para investigações de campo, e encontrou duas novas síndromes com quadro clínico de deficiência intelectual causadas por mutação no gene MED25 em família que reside em Catolé do Rocha, e com mutação no gene IMPA1 encontrada família de Brejo dos Santos, ambas cidades do interior da Paraíba. A mutação em IMPA1 afeta o desenvolvimento neuronal e teve caracterizacão clínica definida como retardo mental autossômico recessivo 59 (MRT59).

### Casamentos consanguíneos
Ela tem levantado a hipótese que a elevada frequência de casamentos consanguíneos encontrada no interior do Nordeste tenha ligação com a colonização europeia, em especial dos judeus sefaradis fugidos da Inquisição. A hipótese explicaria a alta frequência da prática de casamentos consanguíneos, que por sua vez tem aumentado a probabilidade de aparecimento de doenças genéticas raras de herança autossômica recessiva em toda região Nordeste

### Colaborações diversas
A pesquisadora tem frequentemente colaborado com pesquisadores do Centro de Pesquisa sobre o Genoma Humano e Células-Tronco e Faculdade de Medicina da USP em investigações sobre diversas síndromes como  paraparesias espásticas,  ataxias espinocerebelares,  disfunções hormonais hereditárias, dentre outras.

## Educação em saúde
Tem desenvolvido projetos de pesquisa na área de educação permanente em saúde, ensino de ciências e biologia. Seu livro sobre ensino de evolução biológica é referência nacional e tem sido adotado por diversas universidades. Ela fez parte da produção do documentário Flores Que Murcham da série Revelando os Brasis do Instituto Marlin Azul.

## Premiações e destaques
Em 2024 foi uma das três mulheres brasileiras agraciadas pelo prêmio das 100 mulheres mais influentes do mundo pela BBC de Londres. Ela recebeu o prêmio pelo papel que desempenha em descobrir novas doenças genéticas raras e dar suporte aos pacientes e seus familiares no interior do Nordeste, o prêmio ao lado da ginasta Rebeca Andrade e da ativista em direitos para direito das prostitutas Lourdes Barreto. O vídeo que referencia sua premiação encontra-se no youtube com mais de 500 mil visualizações.
A pesquisadora teve seus trabalhos publicados como capa na revista Pesquisa FAPESP em quatro oportunidades. SPOAN, uma nova doença (2005). Uma síndrome recém-descoberta (2009). Novos achados genéticos (2015). Busca por doenças raras (2018).
Ganhou em 2008 o Prêmio Saúde! na categoria Saúde e Prevenção com projeto "DNA do sertão: da investigação à prevenção de doenças genéticas", Editora Abril.
Na posição de orientadora de doutorado, ganhou o prêmio Jovem Cientista de 2014 da Sociedade Brasileira de Genética; e Menção Honrosa do Prêmio Capes de Tese de 2016.